# نيك تورنبول
نيك تورنبول (بالإنجليزية: Nick Turnbull)‏ هو لاعب كرة قدم أمريكية أمريكي، ولد في 28 يوليو 1981 في ميامي في الولايات المتحدة.

## وصلات خارجية
- نيك تورنبول على موقع مرجع كرة القدم المحترفة.كوم (الإنجليزية)
- نيك تورنبول على موقع JustSportsStats.com (الإنجليزية)